# Arnubio Triana
Arnubio Triana Mahecha Botalón (Yacopí, 10 de septiembre de 1967) es un exparamilitar colombiano que ejerció como comandante de las Autodefensas Unidas de Colombia (AUC) en el Magdalena Medio desde la década de 1990 hasta 2006. También es conocido como Víctor  Alfonso, Lucho o El patrón.
Fue jefe de cerca de 700 hombres que formaban parte de las Autodefensas de Puerto Boyacá (APB) cuya actividad se centraba en el Magdalena Medio. Triana también ha sido señalado como antiguo miembro de la estructura de Gonzalo Rodríguez Gacha uno de los jefes del Cartel de Medellín, siendo cercano del exjefe paramilitar Ramón Isaza.
Pese a su protuario criminal que incluye desplazamiento forzado, homicidio, reclutamiento ilícito y violencia de género, Triana se benefició del proceso de paz entre las AUC y el gobierno, pagando una condena alternativa, que lo dejó en libertad en 2015.

## Biografía
Arnubio Triana Mahecha nació  el  10  de  septiembre de 1967  en  Yacopí, Cundinamarca. Sin embargo, el propio Triana dijo en una entrevista que había nacido en 1964.
Antes de vincularse a las autodefensas, Triana trabajaba en la ganadería. Entre 1972 y 1974 vivió con sus padres y sus cuatro  hermanos en un corregimiento de Cimitarra (Santander), de donde esta familia de campesinos tuvo que huir de la presencia de la guerrilla trasladándose a una vereda de Líbano (Tolima) donde se establecieron hasta 1985, cuando regresaron a Cimitarra.
Al año siguiente en Puerto Boyacá, Triana ingresó al grupo Los  Escopeteros liderados por Gonzalo Pérez y su hijo y Henry, inicialmente bajo el comando de Manuel Basabe Muela e Gallo, quien le puso el alias de “Botalón” (poste clavado en el suelo en el que se ata a los animales) ya que era el menos alto del grupo.
A principios de 1988, Triana fue trasladado a la “Escuela de entrenamiento 01”, ubicada en una vereda de Bolívar (Santander), donde permaneció tres  meses. Luego fue enviado a una vereda en Puerto Boyacá, donde hasta 1990 se dedicó a acompañar al jefe paramilitar conocido como alias “Pájaro”, complementanto la función de recibir información de la población civil sobre presencia de grupos guerrilleros en la zona.
En julio de 1991, tras los atentados que costaron la vida de Henry Pérez y su padre, Luis Antonio Meneses Báez, más conocido como Ariel Otero asumió la comandancia del grupo paramilitar desmovilizando sus tropas en diciembre siguiente. Entonces, Triana volvió a dedicarse a labores del campo.
Entre los hechos delictivos perpetrados por Botalón en este periodo, se cuenta la masacre de 14 campesinos en Cimitarra el 13 de abril de 1987. Según las autoridades, 90 hombres bajo el mando de Triana llegaron a la vereda Siete y seleccionaron a 14 personas, a quienes sindicaron de ser colaboradoras de las FARC-EP. Las víctimas fueron llevadas a orillas del río Carare, donde fueron ejecutadas. Los cuerpos fueron sepultados en fosas comunes y o arrojados al río.

### Autodefensas de Puerto Boyacá
En 1994 Triana restableció las Autodefensas de Puerto Boyacá (APB) y se convirtió en su comandante. En 1997, cuando se crearon las Autodefensas Unidas de Colombia (AUC), la organización de Botalón pasó a ser uno de los bloques de la nueva estructura paramilitar. Las AUC participó activamente en el conflicto armado de Colombia, siendo conocida por el narcotráfico y los múltiples crímenes de lesa humanidad.

## Condenas
Como parte de las negociaciones para la desmovilización de las AUC bajo la dirección del presidente Álvaro Uribe entre 2003 y 2006, se ratificó la Ley de Justicia y Paz para proporcionar a los miembros de las AUC beneficios procesales y judiciales, a cambio de su desmovilización y cooperación.
Durante el proceso Botalón sólo respondió por los crímenes cometidos entre 1994 y 2006.
En 2007 Triana fue condenado a 40 años de prisión por 53 homicidios, 116 desapariciones forzadas, 95 casos de desplazamiento forzado, el reclutamiento de 70 menores de edad y 16 casos de abuso sexual.
En 2015, fue liberado después de 8 años de prisión por haber cumplido las condiciones negociadas entre las AUC y el expresidente Uribe, es decir, decir la verdad, la reparación de daños a sus víctimas y abstenerse de participar en actividades criminales.
Tras su liberación, Triana había recuperado el control de su grupo, que ahora se llama Los Botalones. Fue detenido nuevamente en Medellín en marzo de 2017 por homicidio y asociación ilícita. De los 35 miembros de la organización, 15 fueron detenidos. Del mismo modo, su hijo, Juan Esteban, fue detenido por conspiración criminal y extorsión siendo puesto bajo arresto domiciliario.